# Puracé (Vulkan)
Der Berg Puracé ist ein 4756 m hoher, äußerst aktiver Vulkan (allein im 20. Jahrhundert sind zwölf Ausbrüche beobachtet worden) auf dem Gebiet der Gemeinde Puracé im Departamento Cauca in Kolumbien in der Zentralkordillere.
Der Puracé ist ein andesitischer Stratovulkan. Er ist Teil der des Anden-Vulkangürtels des pazifischen Feuerrings. Der Vulkan befindet sich an der Schnittstelle der Coconucos- und Morras-Verwerfung.
Er befindet sich 30 km südöstlich des Orts Popayán in einem nach ihm benannten Nationalpark, der zugleich das Quellgebiet von vier der bedeutendsten Ströme Kolumbiens umfasst (Río Magdalena, Río Cauca, Río Caquetá und Río Patía).
Alexander von Humboldt bestieg am 18. November 1801 auf seiner Südamerikareise den Berg. Es existiert ebenda ein kleiner Ort gleichen Namens.

## Vulkanaktivität
Der Puracé ist einer der aktivsten Vulkane Kolumbiens. Größere explosive Ausbrüche ereigneten sich 1849, 1869, 1885, 1949, 1950, 1956 und 1957. Im zwanzigsten Jahrhundert gab es etwa ein Dutzend Ausbrüche, der letzte war 1977. Bei dieser Gelegenheit wurde Vulkanasche 7 Kilometer entfernt abgelagert. 1990 wurden in der Nähe des Gipfels Fumarolen beobachtet, und aus einigen der unteren Hänge traten heiße Quellen hervor.

## Flora
Die vorherrschende Vegetation ist dem Páramo zuzuordnen. Im Bereich des Parks werden bedrohte Pflanzenarten wie die Steineiben-Art Podocarpus oleifolius (auch als Kolumbianische Kiefer bezeichnet), die Eiche und die Quindio-Wachspalme erhalten. 

## Fauna
Trotz des kalten Klimas des Páramo sind verschiedene Vogelarten anzutreffen. Beispiele sind der Karibikkarakara (Caracara cheriway), die Samtdrossel (Turdus serranus) und der Andenkondor (Vultur gryphus). In den Wäldern rund um die Thermalquellen von San Juan findet man häufig Tangaren wie Anisognathus lacrimosus und Anisognathus igniventris sowie Kolibris verschiedener Arten. Des Weiteren sind auch Säugetiere wie der Bergtapir (Tapirus pinchaque) und der Brillenbär (Tremarctos ornatus) anzutreffen. 

## Bibliographie
- Garzón, Gustavo (1998), "Catálogo de Fuentes Termales del Suroccidente Colombiano", INGEOMINAS, San Juan de Pasto, 212pp.
- Granados, Piedad Cecilia (1993), Coconuco Puracé. Richesse Ecologique pour le tourisme, Popayán.
- Martínez Andrade, Maritza (1992), Divulgación del proceso del azufre en la mina de Puracé, Popayán.
- Castillo León, Diego Francisco (1986), Monografía del municipio de Puracé, Popayán: Universidad del Cauca.
- Gutiérrez Yacumal, Consuelo (1989), Aspectos económicos y socioculturales de Coconuco, Popayán.

## Galerie

Panorama des Kraters
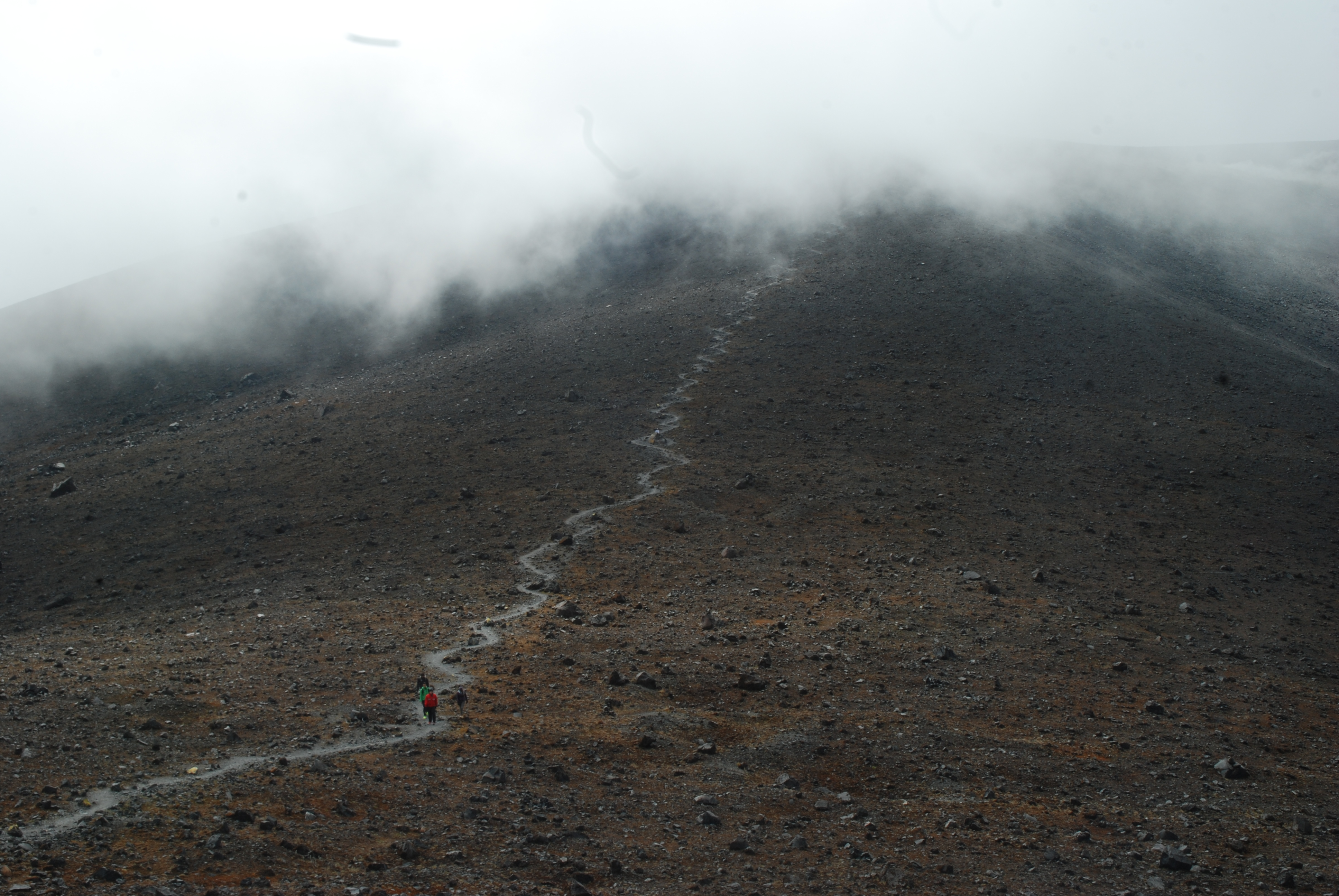
Aufstieg zum Gipfel
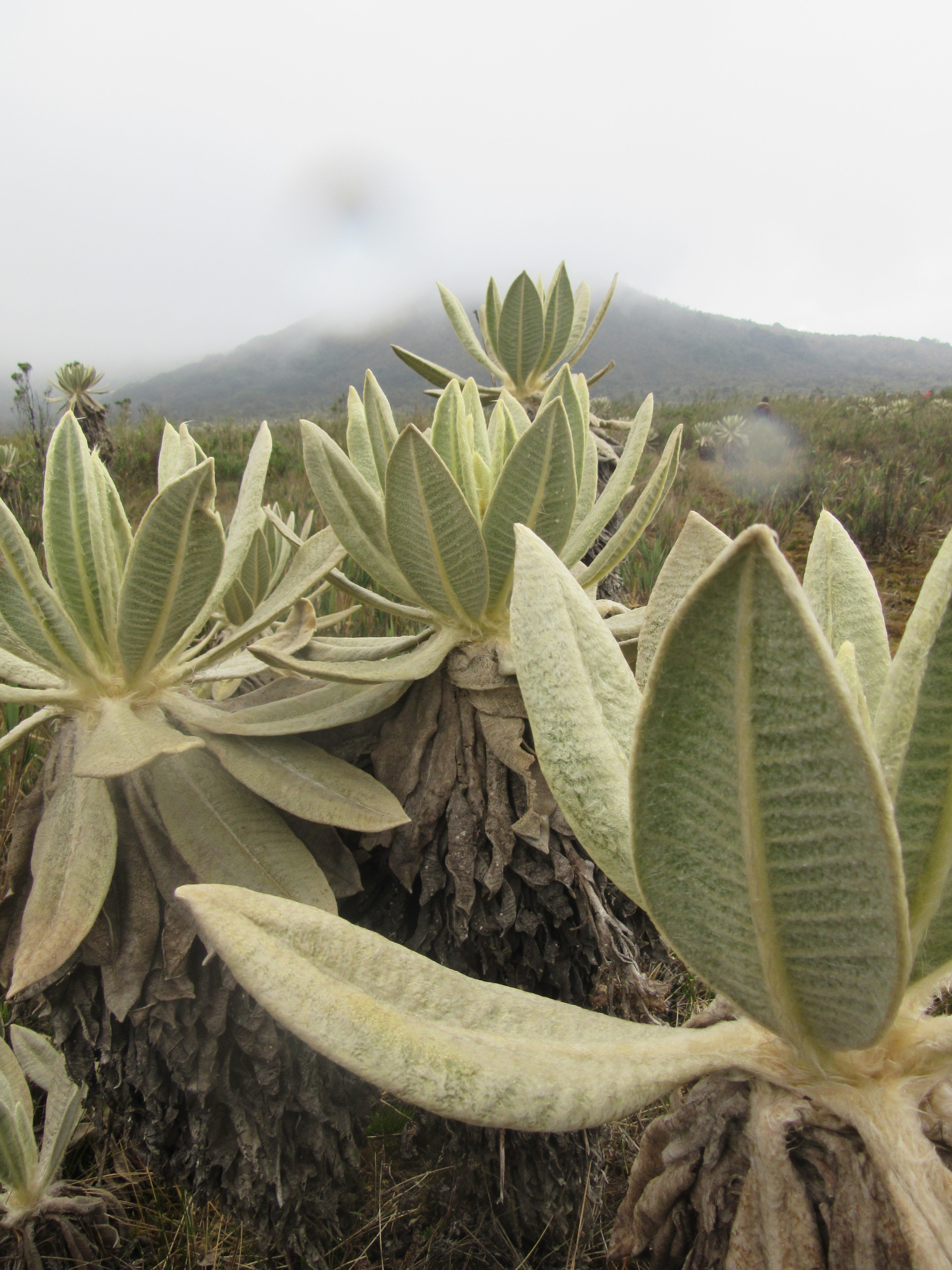
Vegetation des Páramo